# Дмитрий Зограф
Дмитрий (Димитрий) Зограф (Зоограф) (2-я пол. XIV века — 1402) — древнерусский переводчик.
Дмитрию Зографу приписывают литературный перевод в 1384 году с греческого языка на русский написанного ямбом творения Георгия Писида, митрополита Никомидийского VII века — «Шестоднев, или Миротворение» (др.-греч. ῾Εξαήμερον ἢ Κοσμουργία ), ставшему известным на Руси под названием «Похвала к Богу о сотворении всея твари». В приписке к славянскому переводу говорится:
«В лето 6893 преведено бысть сие Слово святаго и премудраго Георгиа Писида от греческых книг на рускый язык Димитриемь Зографом».
Перевод, сделанный Зографом, отличается от оригинала количеством слогов и, тем самым, нарушает изначальную стихотворную форму, но переводчик сумел сохранить ритмичность изложения. Хотя перевод и был назван русским, он, как, впрочем, и орфография текста, практически неотличимы от языка, характерного для переводов, сделанных на Балканском полуострове южными славянами в XIV веке.
Г. М. Прохоров в «Словаре книжников и книжности Древней Руси» отмечает, что свидетельства существования южнославянских списков переведённой поэмы неизвестны.
Прозвище переводчика — Зограф — весьма известное у южных славян, позволяет сделать предположение, что Димитрий был либо болгарином, либо сербом. Это отчасти объясняло бы приписку к переводу, что работал он на Руси, куда мог попасть, например, вместе со свитой митрополита Киприана.
По всей видимости, он служил дьяком у московского митрополита Киприана при Дмитрии Донском (1385 год).
По данным ИРЛИ РАН самые древние известные русские списки перевода «премудраго Георгия Писида» датируются XV веком.
В XVI веке «Шестоднев» Георгия Писида был включен в Великие четьи-минеи.